# Niedernhausen
Niedernhausen è un comune tedesco di 14 845 abitanti situato nel land dell'Assia.

## Storia
Königshofen ed Niedernhausen 1220 chiama "Villa in Kunigishoue" bzw. "Niederinhusin" di collegiata Santo Stefano (Magonza).